# ザ・ゲートホテル横浜 by HULIC
ザ・ゲートホテル横浜 by HULIC（ザ・ゲートホテルよこはま by HULIC）は、横浜市中区山下町にある、2025年に開業予定のホテルである。
2020年6月に閉館したスターホテル横浜の跡地に建設し、ホテルニューグランドと隣接する。所有者はスターホテル横浜と同じくヒューリックである。ヒューリックが展開しているホテルチェーン「THE GATE HOTEL」の五つ目の店舗であり、階数は12階、客室数は110になる予定。